# ياروسلافا ماهوتشخ
ياروسلافا ماهوتشخ (مواليد 19 سبتمير 2001) هي لاعبة قفز عالي أوكرانية حصلت على ذهبية الألعاب الأولمبية الصيفية للشباب 2018،والميدالية الفضية في بطولة العالم 2019.